# Mitchell Berg
Mitchell Berg (* 9. September 2007) ist ein US-amerikanischer Jungschauspieler.

## Leben
Mitchell Berg wurde am 9. September 2007 geboren und wuchs in Orange County, Kalifornien, auf. Im Alter von neun Jahren begann Berg mit der Schauspielerei in einer Theaterproduktion. Berg hatte seine erste Rolle im Jahr 2020 in der Nickelodeon-Sitcom Henry Danger, in der er die Rolle des Lil' Dynomite spielte. Seit 2020 spielt Berg in der Nickelodeon-Sitcom Side Hustle die Rolle des Fisher.

## Filmografie
- 2020: Henry Danger (Fernsehserie, 1 Folge)
- 2020–2022: Side Hustle (Fernsehserie)
- 2021: Danger Force (Fernsehserie, 2 Folgen)
- 2021: Nickelodeon’s Unfiltered (Fernsehserie, 2 Folgen)